# Seljavallalaug
Koordinaten: 63° 33′ 58″ N, 19° 36′ 26″ W

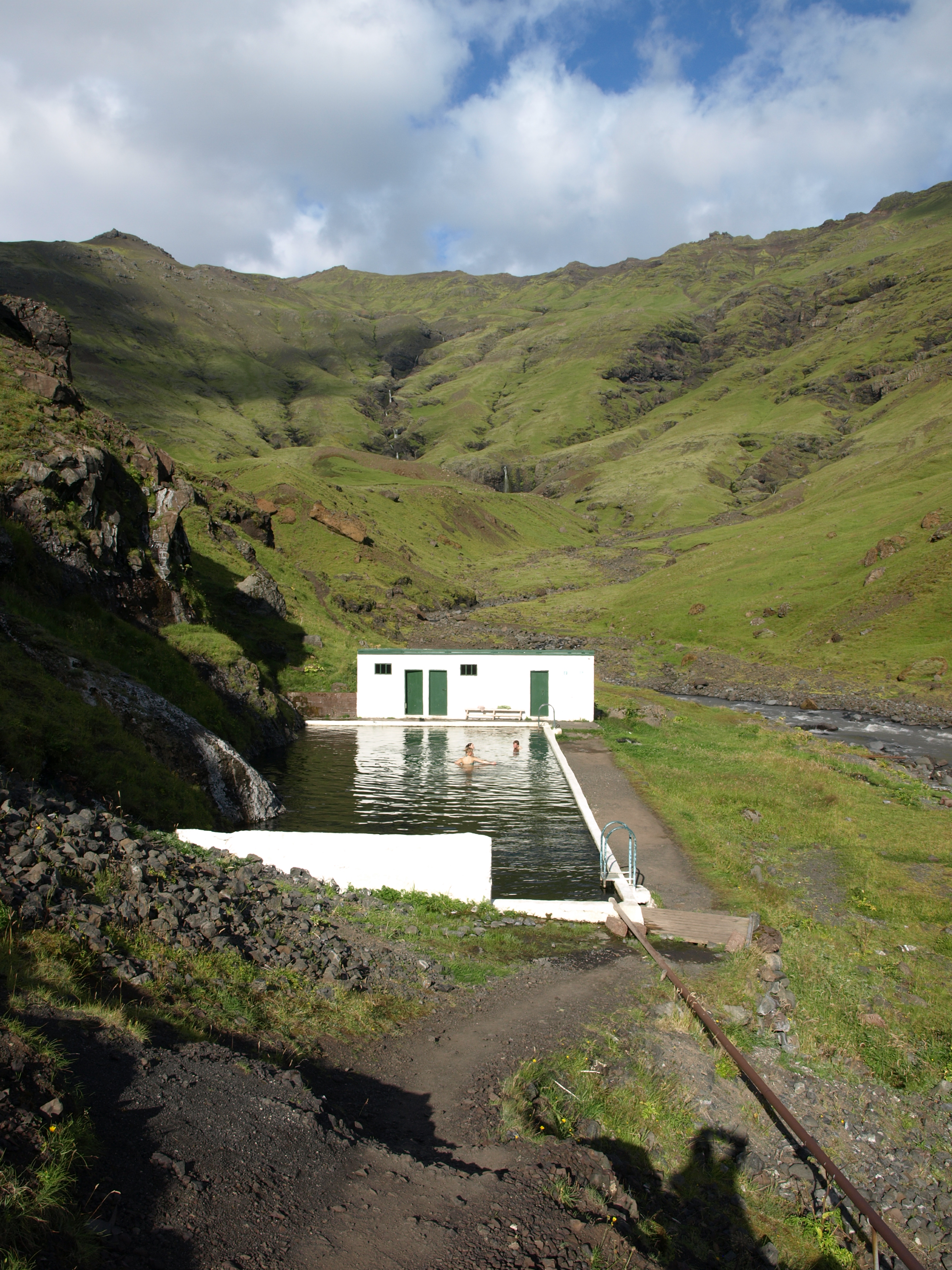
Die Seljavallalaug im Laugarárgil

Die Seljavallalaug ist ein Freibad im Süden von Island. 
Das Schwimmbecken wurde 1923 von der Jugendgruppe Ungmennafélagið Eyfellingur auf Anregung und unter der Leitung von Björn Jóhann Andrésson (* 25. April 1896; † 5. Juni 1983) zuerst mit Steinen, die mit Erde abgedichtet wurden, innerhalb von zwei Tagen errichtet.
Es verlor aber zu viel Wasser und wurde ein Jahr später betoniert.
Dabei wurden auch die Umkleideräume errichtet.
Das 25 m lange und 10 m breite Schwimmbecken war bis 1936 das größte Freibad und ist das älteste noch erhaltene Freibad im Lande.
Es wird auch von einer warmen Quelle gespeist, die das Wasser im Sommer wärmt. Im Winter ist die Temperatur nur noch lau.
Björn J. Andrésson hatte selbst 1921 Schwimmen gelernt und brachte in dem Bad vielen Isländern der größeren Umgebung das Schwimmen bei.
Das Freibad ist nach dem Bauernhof Seljavallir benannt, zu dem der Seljavallavegur 2311 führt.
Es wird manchmal fälschlicherweise Seljalandslaug genannt, doch der Seljalandsfoss liegt fast 20 km westlich.
Zum Bad im Tal Laugarárgil westlich des Flusses Laugará, der am Mýrdalsjökull entspringt, selbst führt keine Straße. 
Im Jahr 1990 wurde die neue Seljavallalaug etwa 1 km südlich eröffnet.
Das alte Bad darf auf eigenes Risiko weiterhin kostenlos benutzt werden.
Es wird nur einmal im Sommer gesäubert.
Man muss deshalb besonders auf die dicke Algenschicht achten.
Die Seljavallalaug und ihre nähere Umgebung wurden am 6. Dezember 2006 unter Denkmalschutz gestellt.
Bei dem Ausbruch des Eyjafjallajökull 2010 füllte sich die Seljavallalaug mit Asche.
Im Frühsommer 2011 haben Freiwillige zum Teil mit schwerem Gerät das Bad wieder von der Asche befreit.
Am 12. August 2023 wird das 100-järige Bestehen des Freibades begangen.
Der Bericht im Morgunblaðið darüber hat etwa den Titel Das ganze Suðurland lernte in dem Bad Schwimmen.

## Galerie

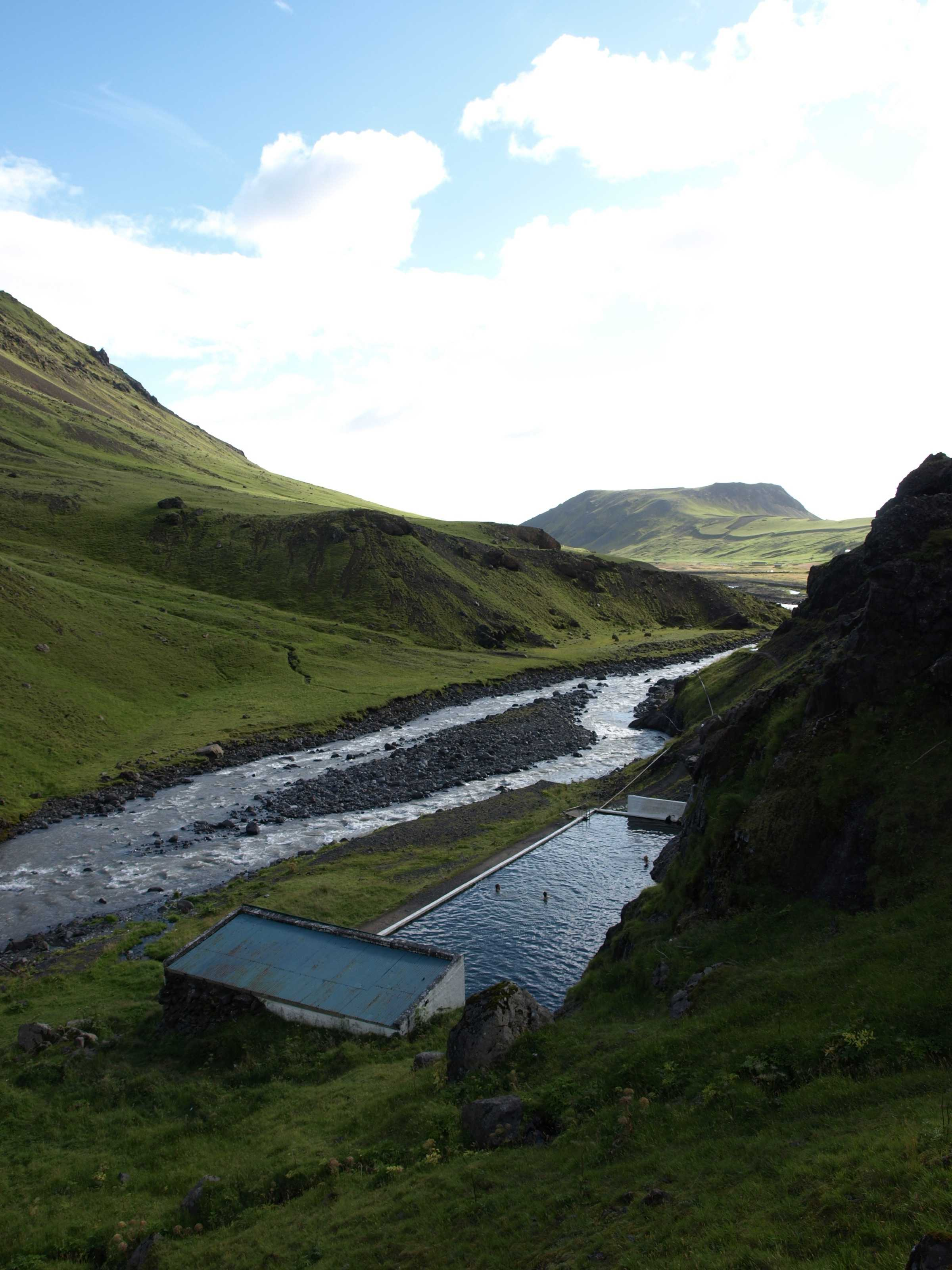
Seljavallalaug
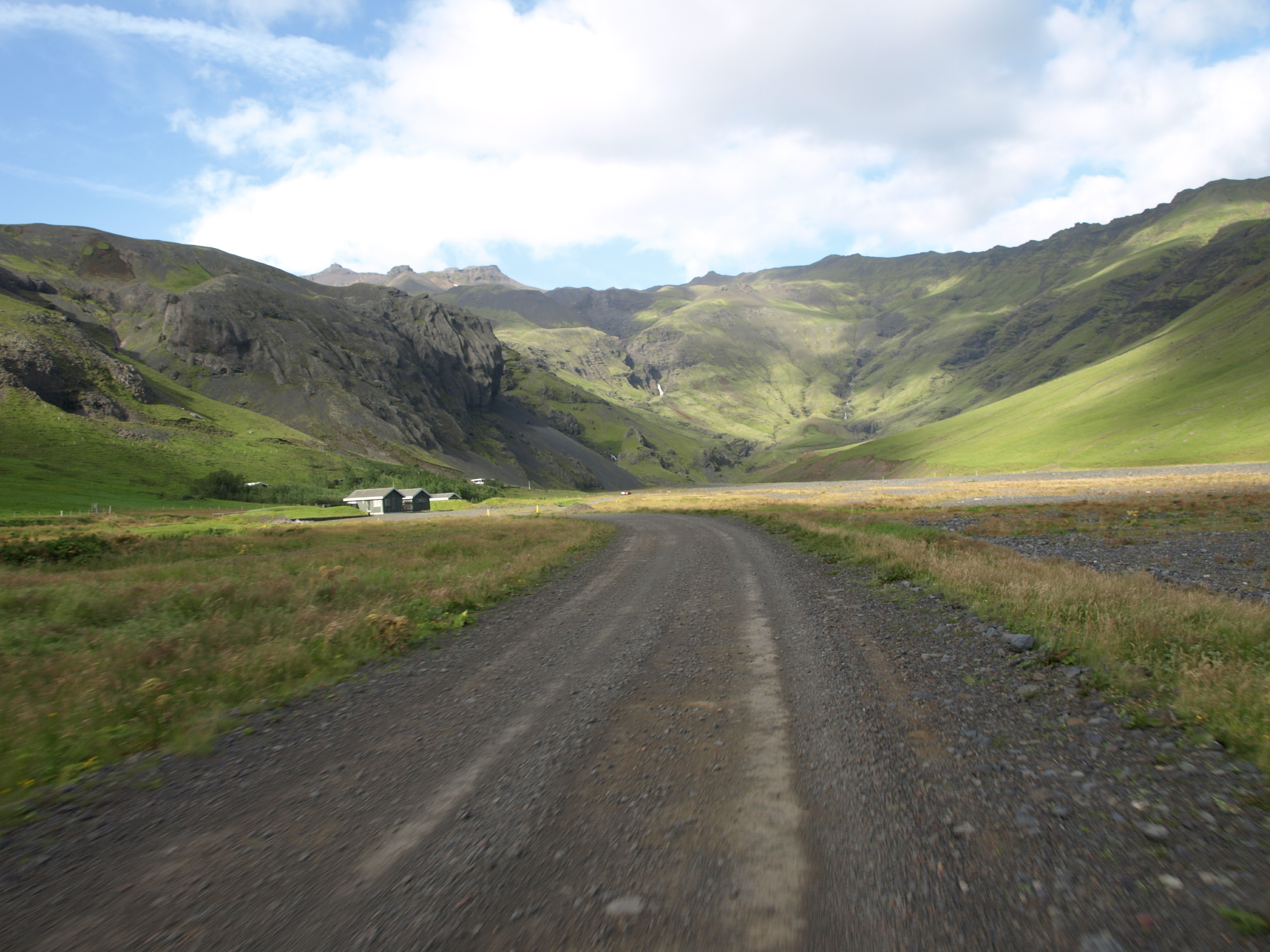
Seljavallalaug, das neue Bad
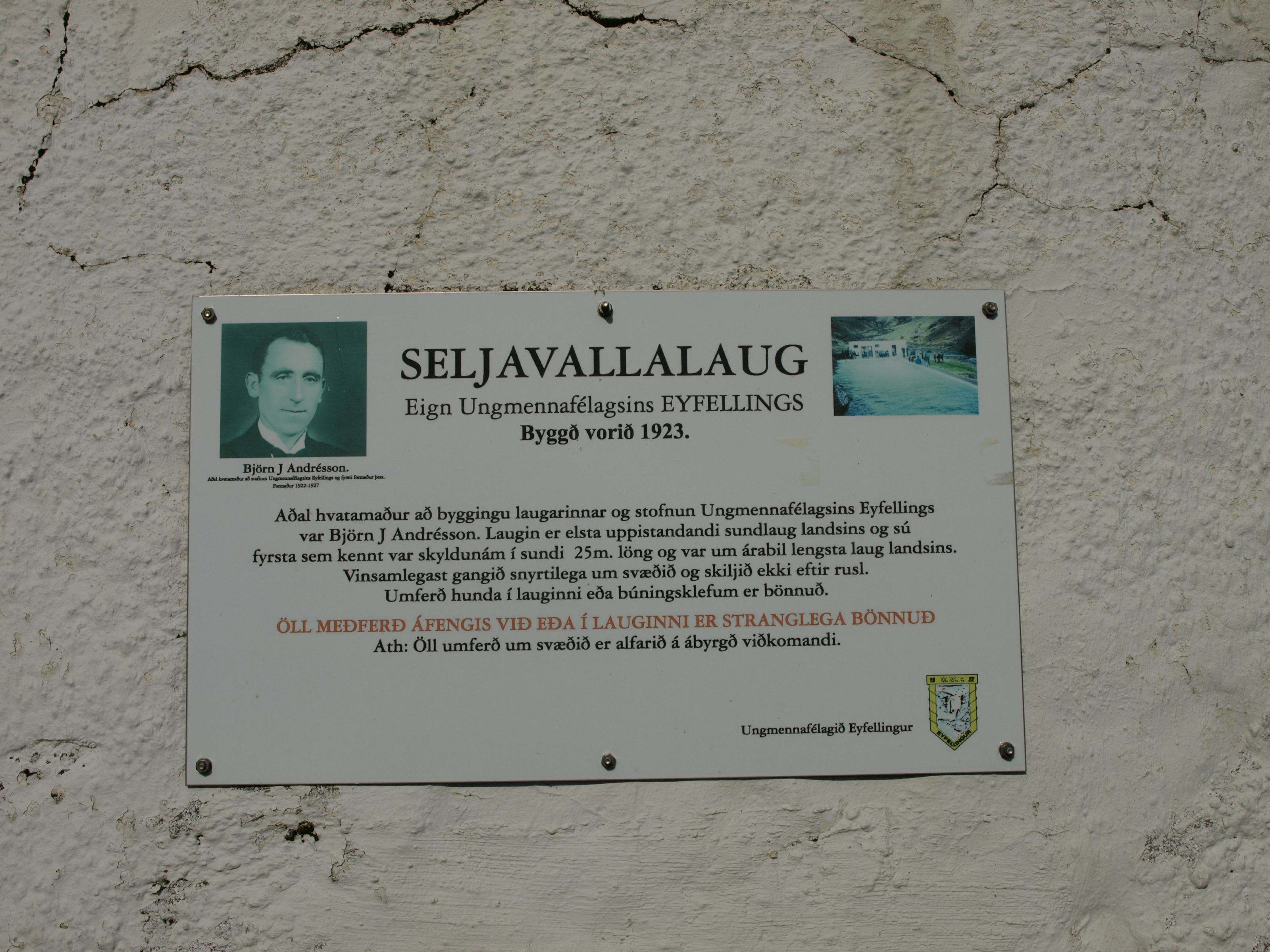
Hinweisschild zur Entstehung
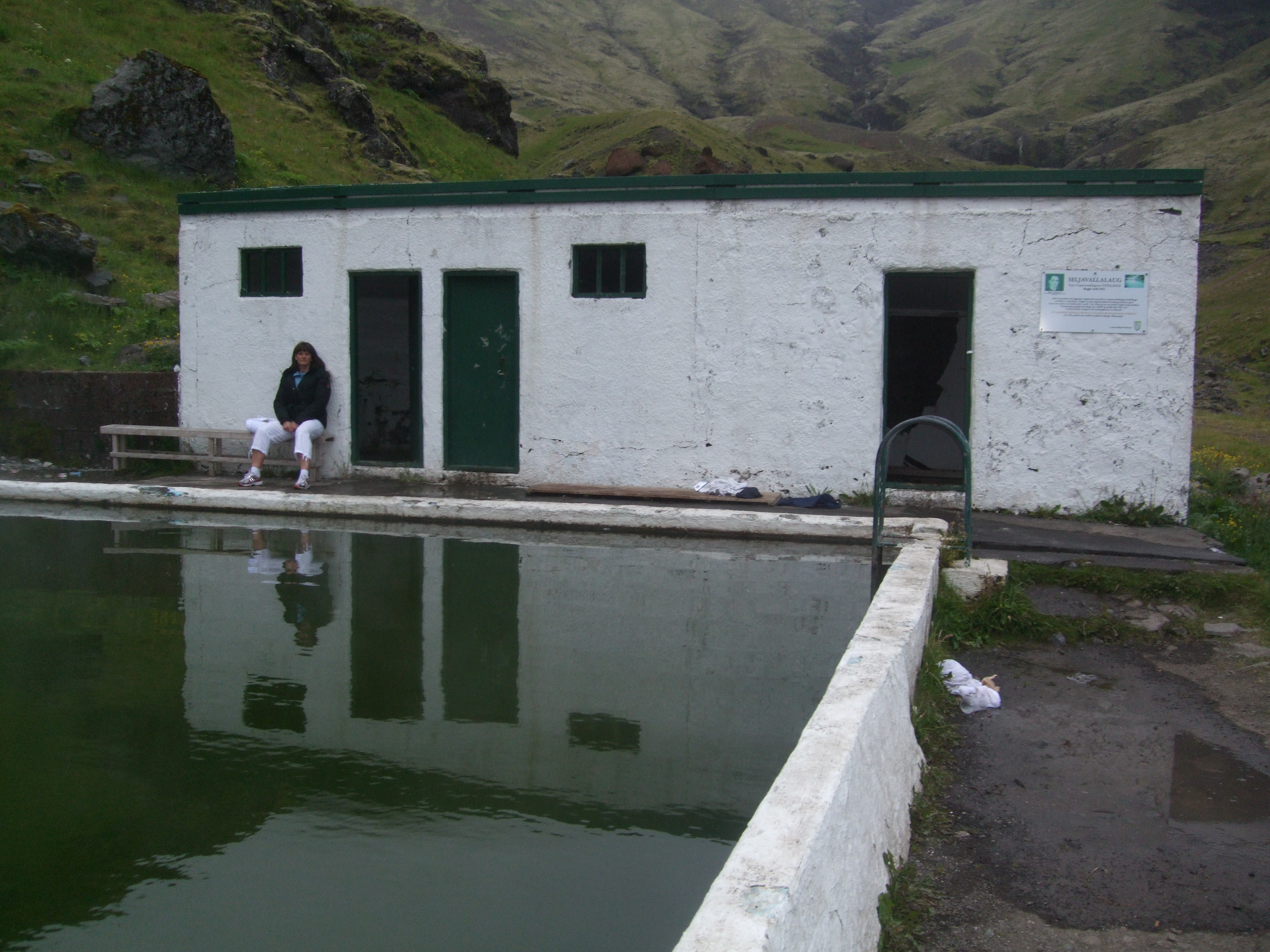
Umkleide
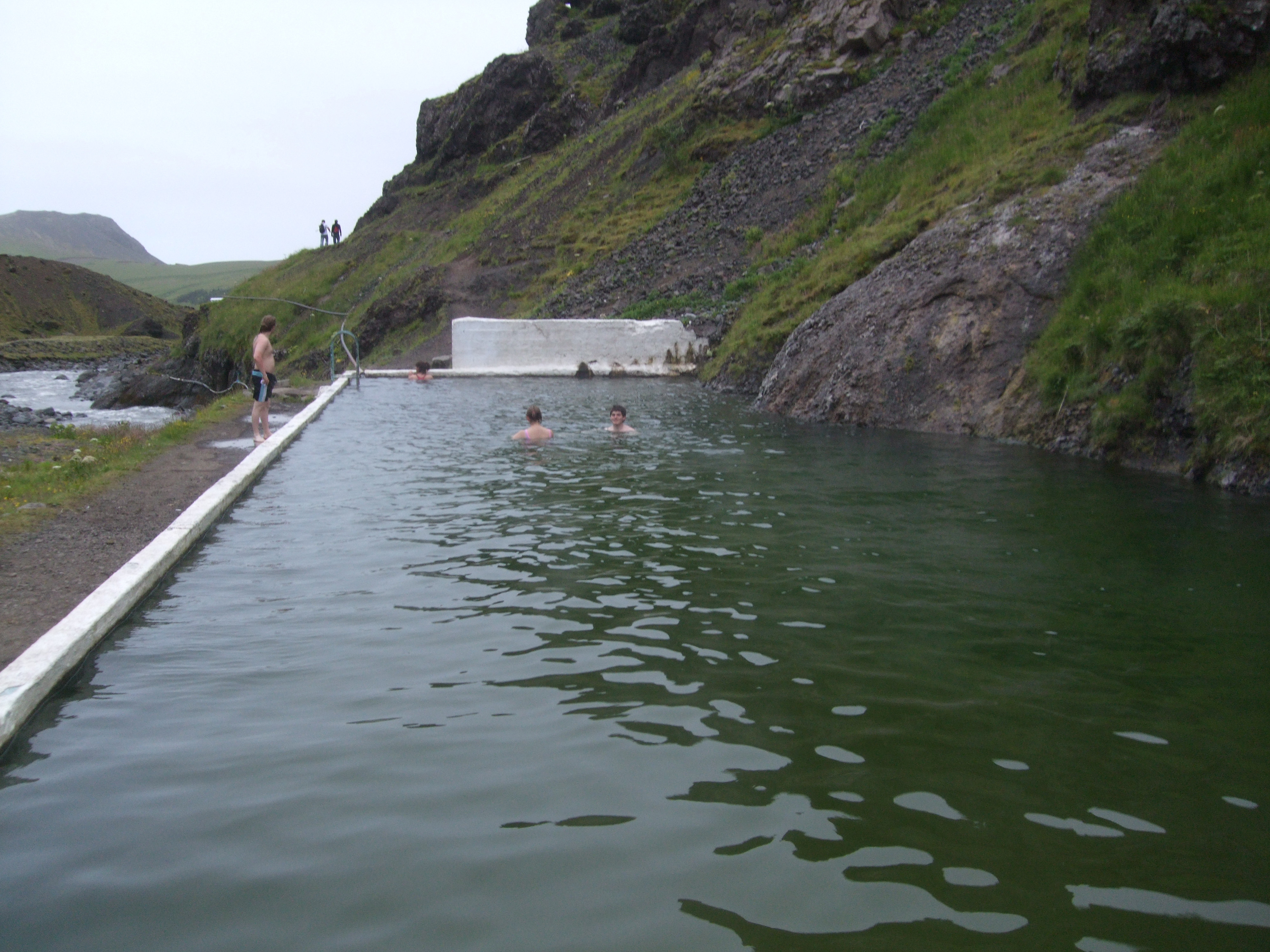
Wasseroberfläche
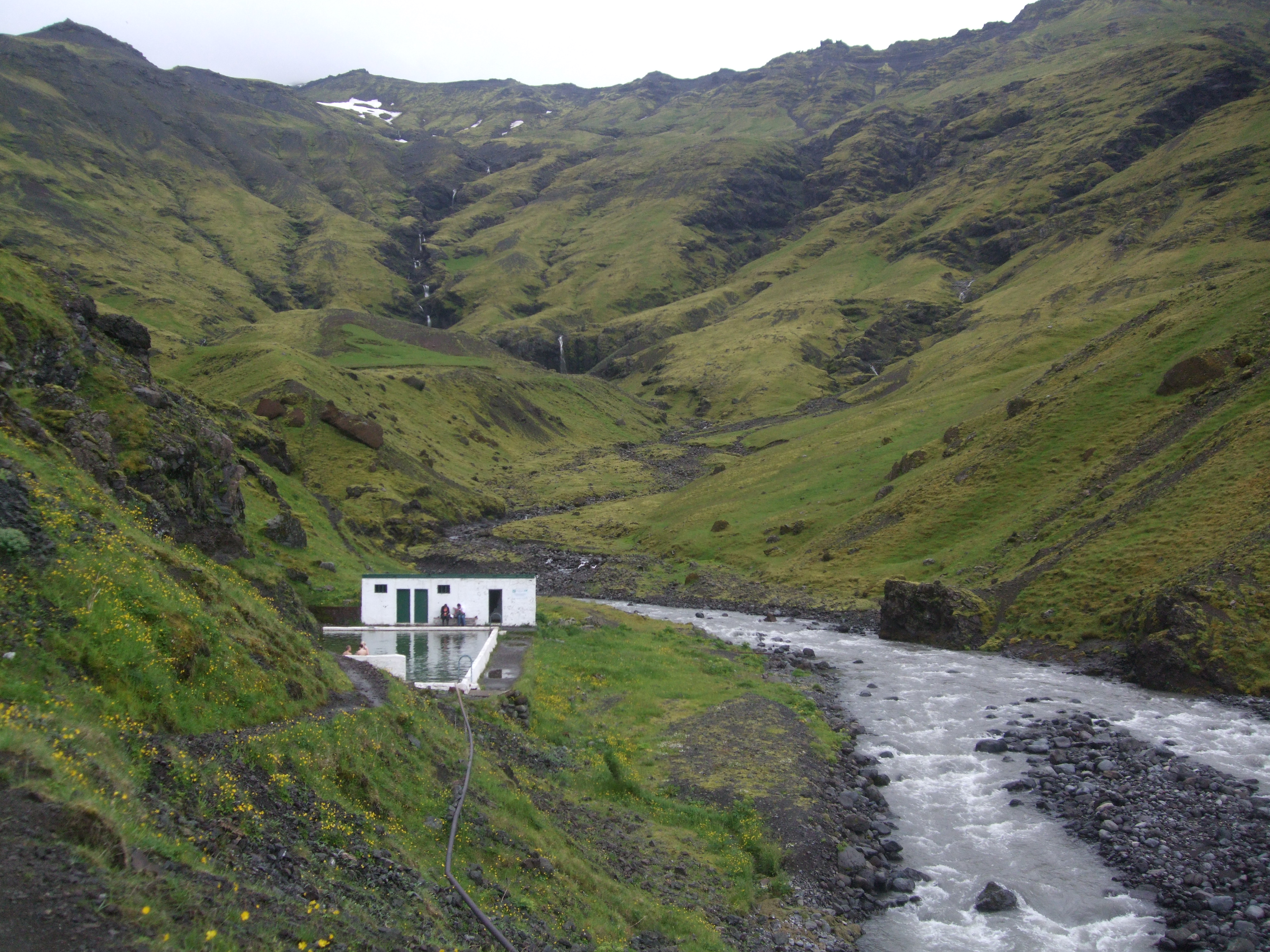
Hang mit dem Bad
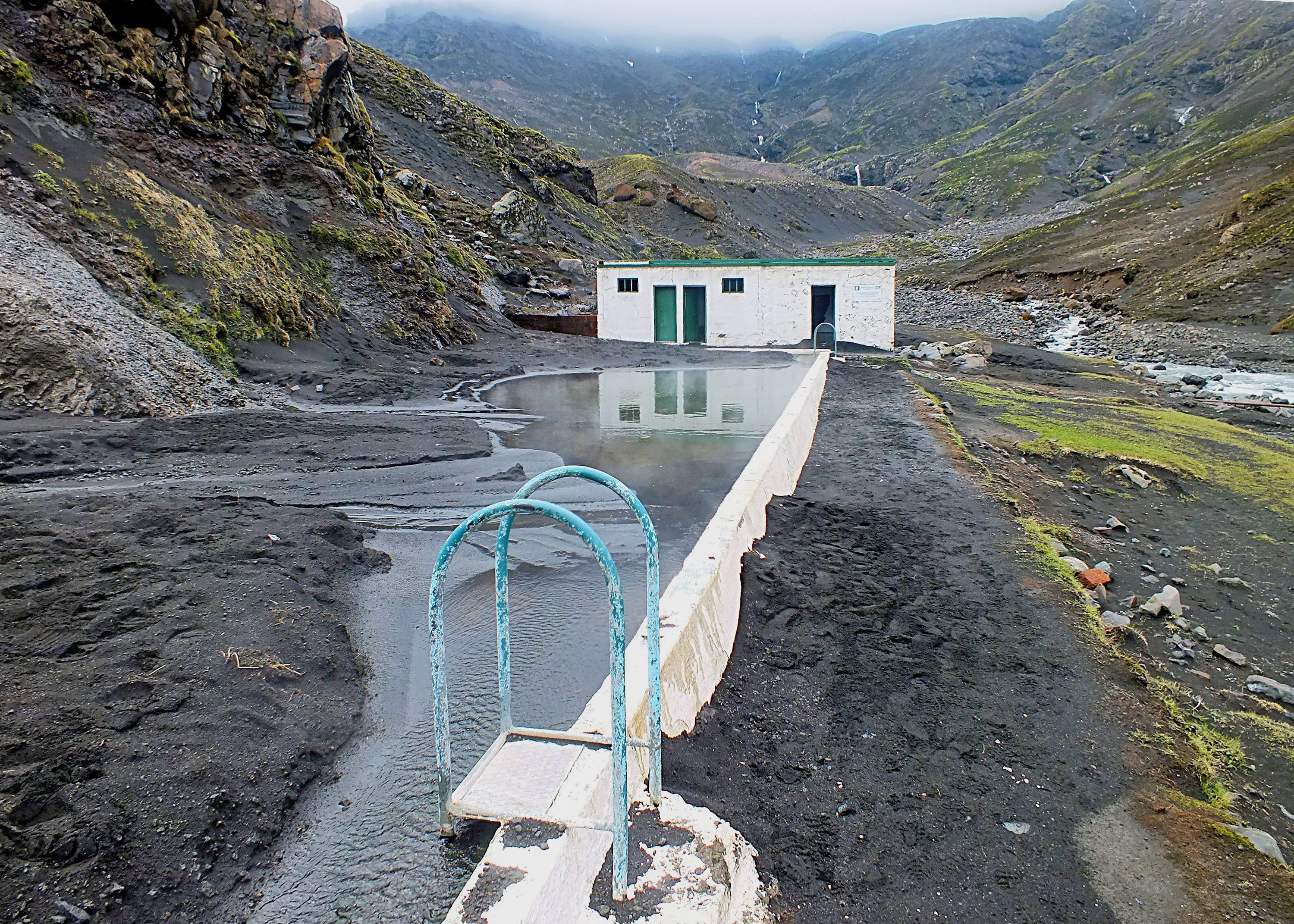
Nach dem Vulkanausbruch